# Aglaothorax
Aglaothorax is een geslacht van rechtvleugeligen uit de familie sabelsprinkhanen (Tettigoniidae). De wetenschappelijke naam van dit geslacht is voor het eerst geldig gepubliceerd in 1907 door Caudell.

## Soorten
Het geslacht Aglaothorax omvat de volgende soorten:
- Aglaothorax diminutiva Rentz & Birchim, 1968
- Aglaothorax gurneyi Rentz & Birchim, 1968
- Aglaothorax longipennis Rentz & Weissman, 1981
- Aglaothorax morsei Caudell, 1907
- Aglaothorax ovata Scudder, 1899
- Aglaothorax propsti Rentz & Weissman, 1981